# 情感 (瑪麗亞·凱莉歌曲)
〈情感〉是美國女歌手瑪麗亞·凱莉在1991年8月發行的單曲，這首單曲曾摘下告示牌單曲榜三週冠軍，為瑪麗亞·凱莉第5首全美冠軍曲。

## 歌曲介紹

### 收錄專輯
〈情感〉是瑪麗亞·凱莉第二張個人錄音室專輯《情感》（Emotions）所推出的首支同名單曲，它距離瑪麗亞·凱莉上一首在美國推出的單曲〈我不想哭泣〉還不到四個月的時間。唱片公司會以迅雷不及掩耳的速度推出新專輯，主要是對於市場上的行銷策略評估所致，瑪麗亞·凱莉已經連續拿下4首冠軍單曲，唱片公司擔心歌迷們為了等待第5首單曲的推出，而降低了購買整張專輯的意願，所以採取見好就收策略，不再從首張專輯中推出第5首單曲（第5首單曲〈There's Got to Be a Way〉僅在英國地區推出）。不過唱片公司也趁著瑪麗亞·凱莉的首張專輯熱度未消，歌迷們還有強烈的渴望需求之際，採取打鐵趁熱手法，迅速推出第二張專輯《情感》，並為歌迷補上全新單曲〈情感〉，這也導致唱片公司根本還來不及為新專輯做造勢宣傳。

### 單曲簡介
哥倫比亞唱片公司總裁湯米·摩托拉（Tommy Mottola）為了要使瑪麗亞·凱莉的作品能夠更多樣化，特地請來了美國樂壇當紅的音樂創作人兼舞曲團體C+C Music Factory跨刀，〈情感〉即是由瑪麗亞·凱莉、David Cole和Robert Clivillés三人合作完成，歌曲主要是在描述戀愛中的女人對感情的執著。雖然是描述男女之間的情歌，但〈情感〉卻是一首節奏輕快強勁的迪斯可式舞曲，瑪麗亞·凱莉也在這首歌曲中盡情展現她的歌唱實力，包含花式唱腔、炫技海豚音以及整段高音區的音準維持，完美的呈現這首歌曲。有些歌迷可能會覺得〈情感〉和黑人女子三重唱The Emotions在1977年推出的單曲〈Best Of My Love〉似乎有些神似，兩首歌曲無論是在旋律或節奏上總有一點似曾相識的感覺，但唱片公司對於〈情感〉是否取樣於〈Best Of My Love〉，也未曾為此公開說明過。
由於〈情感〉的難度非一般流行歌曲等級，倘若沒有一定水準的演唱功力是無法駕馭它的，尤其歌曲尾端連接上拋式的海豚音，使很多人都不相信那是真的人聲，多半認為那是在錄音室中由電腦做出來的特殊效果，一直到1991年9月瑪麗亞·凱莉在第8屆MTV音樂獎頒獎典禮現場演唱這首歌曲，才讓這些質疑的聲音全部安靜下來。但也因為〈情感〉需要用到高難度聲樂技巧和寬廣的音域，瑪麗亞·凱莉本人日後在現場演唱這首歌時，她也無法將歌曲中的每個拋音做得像錄音室版本般一個不差，高音部份常用技巧帶過，或是減少海豚音的次數，甚至是交由和音來代唱。瑪麗亞·凱莉也是從〈情感〉開始，海豚音就成了她個人的招牌之一。

### 商業成績
〈情感〉在1991年8月31日進入告示牌單曲榜，首週成績即站上第35名，名次在將近2個月的時間不斷爬升，終於在1991年10月12日登上單曲榜榜首寶座，並蟬連了三週冠軍，這首單曲在榜內共停留了20週之久。〈情感〉除了在流行單曲榜奪冠之外，它在節奏藍調單曲榜和舞曲榜上亦前後摘下各一週冠軍，單曲全美銷售量突破50萬張，它在1991年告示牌年終百大單曲排行中名列第22名。
〈情感〉是瑪麗亞·凱莉在1991年度拿下的第三首全美冠軍單曲，前兩首分別是1991年3月9日封冠的〈會有那麼一天〉以及1991年5月25日的〈我不想哭泣〉，瑪麗亞·凱莉在出道不到2年的短短時間內就擁有5首全美冠軍單曲，這也讓她締造了自出道歌曲起始連續5首單曲皆奪冠的歷史紀錄。
〈情感〉在英國單曲榜上最高成績為第17名。